# Куценко Володимир Ілліч
Володи́мир Іллі́ч Куценко (* 18 лютого 1921, с. Благодатне Дніпропетровської області — 6 січня 1998, Київ).

## Життєпис
1938 року закінчив Новомосковський педагогічний технікум, працював вчителем середньої школи в Павлограді.
Учасник фінської і Другої світової воєн, нагороджений двома медалями «За бойові заслуги».
Після демобілізації закінчив екстерном історичний факультет Київського університету, в 1948 — Республіканську партійну школу при ЦК КП(б)У. Працював завідувачем відділу газети «Молодь України». В 1950—1953 — аспірант Академії суспільних наук у Москві.
Після захисту дисертації в 1953—1960 роках працював старшим викладачем, доцентом, з 1969 — завідувачем кафедри журналістики Вищої партійної школи при ЦК Компартії України.
В 1970 — у Інституті філософії АН УРСР, завідувач відділу. Одночасно працював головним редактором журналу «Філософська думка» (1971—1976), заступником академіка-секретаря Відділення історії, філософії і права АН УРСР, згодом України (1975—1993).
В Інституті філософії працював до кінця життя, захистив докторську дисертацію «Соціальні задачі. Їх генезис та вирішення (загальнометодологічний аспект)», отримав звання професора. 1976 року його обрано членом-кореспондентом, а 1985 — академіком АН України.
Його дослідження узагальнені в більш як 150 наукових працях, серед них 10 індивідуальних і 12 колективних монографій, зокрема:
- «Передбачення і життя» — Київ, 1966,
- «Про наукове управління творчим процесом» — Київ, 1971,
- «Соціальна задача як категорія історичного матеріалізму» — Київ, 1972,
- «Методологічні проблеми соціального передбачення» — Київ, 1977,
- «Питання прогнозування суспільних явищ» — Київ, 1978,
- «Соціальне пізнання та соціальне управління» — Київ, 1979,
- «Суспільні проблеми: генеза та вирішення (методологічний аналіз)» — Київ, 1984,
- «Категорії історичного матеріалізму: їх роль в пізнанні соціальної дійсності» — Київ, 1985,
- «Категорії історичного матеріалізму та їх методологічна функція» — Київ, 1986,
- «Методологічні проблеми соціального пізнання» — Київ, 1987,
- «Суспільні відносини (соціально-філософський аналіз)» — Київ, 1991.

Як педагог підготував 5 докторів та 14 кандидатів наук.
Нагороджений орденами Трудового Червоного Прапора, орден «Знак Пошани» (4.05.1962) та медаллю «За доблесну працю».